# Lincoln Challenger 1978
Il Lincoln Challenger 1978 è stato un torneo di tennis facente parte della categoria ATP Challenger Series nell'ambito dell'ATP Challenger Series 1978. Il torneo si è giocato a Lincoln negli Stati Uniti dal 25 settembre al 1º ottobre 1978 su campi in cemento.

## Vincitori

### Singolare
John Sadri ha battuto in finale  Kevin Curren con il punteggio di 6–3, 6–2

### Doppio
Keith Richardson /  John Sadri hanno battuto in finale  Richard Meyer /  Horace Reid con il punteggio di 4–6, 6–3, 7–5